# سر به بیابان گذاشتن با بر گریلس
سر به بیابان گذاشتن با بر گریلس (انگلیسی: Running Wild with Bear Grylls) یک برنامه تلویزیونی در ژانر مهارت‌های بقا با نقش‌آفرینی بر گریلس است. در هر قسمت، گریلز شخصیت مشهور دیگری را در ماجراهای خود به همراه می‌آورد. خدمه مجموعه متشکل از میزبان بر گریلس، تهیه‌کننده داستان، دو فیلم‌بردار دوربین، دو ضبط‌کننده زمینه و یک راهنمای کوه است. افراد مشهوری از جمله زک افران، چنینگ تیتوم، بن استیلر، کیت وینسلت، مایکل بی.جردن، کیت هادسن، میشل رودریگز، جیمز مارسدن و باراک اوباما در این مجموعه حضور یافته‌اند. فصل چهارم مجموعه در ۷ مه ۲۰۱۸ پخش شد. گریلس در ۲۷ اکتبر ۲۰۱۸ اعلام کرد که فیلم‌برداری را برای فصل پنجم آغاز می‌کند. در فوریه ۲۰۱۹، اعلام شد که این نمایش برای پنجمین فصل خود که در ۵ نوامبر ۲۰۱۹ به نمایش درمی آید و به شبکه نشنال جئوگرافیک منتقل می‌شود.